# Daniel Ahumada
Daniel Ahumada Gaete (2 febbraio 1960) è un ex calciatore cileno, di ruolo difensore.

## Carriera
Con la Nazionale cilena ha partecipato alle Olimpiadi del 1984.